# Liste der Kulturdenkmale in Mulda/Sa.

Wappen von Mulda/Sa.

In der Liste der Kulturdenkmale in Mulda/Sa. sind die Kulturdenkmale der sächsischen Gemeinde Mulda/Sa. verzeichnet, die bis Juni 2023 vom Landesamt für Denkmalpflege Sachsen erfasst wurden (ohne archäologische Kulturdenkmale). Die Anmerkungen sind zu beachten.
Diese Aufzählung ist eine Teilmenge der Liste der Kulturdenkmale im Landkreis Mittelsachsen.

## Mulda/Sa.
| Bild                                    | Bezeichnung | Lage                                  | Datierung | Beschreibung | ID       |
| --------------------------------------- | --- | ------------------------------------- | --- | --- | -------- |
|                                         | Wohnstallhaus | Alte Poststraße 1 (Karte)             | 1828 | Regionaltypischer Fachwerkbau, baugeschichtlich und straßenbildprägend von Bedeutung. Erdgeschoss massiv, Wand-Öffnungsverhältnis intakt, Obergeschoss Fachwerk (verkleidet), Satteldach. | 09209209 |
| Direkt Bild zu diesem Denkmal hochladen | Wohnhaus | Alte Poststraße 3 (Karte)             | 1928 | Beispiel für die Fachwerkbauweise aus der Zeit nach 1900, baugeschichtlich von Bedeutung. Erdgeschoss massiv, große Fenster, Obergeschoss Fachwerk, Krüppelwalmdach, Dacherker. | 09209210 |
| Direkt Bild zu diesem Denkmal hochladen | Wohnstallhaus (Nr. 6) und Seitengebäude (Nr. 7) eines ehemaligen Mühlenanwesens (Winkelmühle) | Alte Poststraße 6, 7 (Karte)          | 1750 (Wohnstallhaus); um 1830 (Seitengebäude)                                                                                      | Beide Gebäude heute Wohnhäuser, Wohnstallhaus stattlicher Fachwerkbau mit hohem Krüppelwalmdach, bau- und ortsgeschichtlich von Bedeutung. - Wohnstallhaus: Erdgeschoss massiv, Obergeschoss Fachwerk (teils verbrettert), Krüppelwalmdach (Schieferdeckung), breite Fenster im Giebel, saniert - Seitengebäude: Erdgeschoss massiv, Obergeschoss Fachwerk, Satteldach, saniert, neue Fenster, Wand-Öffnungsverhältnis intakt Ein drittes zum Mühlenanwesen gehörendes Gebäude wurde abgebrochen. | 09209211 |
| Direkt Bild zu diesem Denkmal hochladen | Brücke über die Freiberger Mulde (Försterbrücke) | Am Hohen Schuß (Karte)                | 1846 | Einbogige Natursteinbrücke, verkehrsgeschichtlich von Bedeutung | 09209229 |
| Weitere Bilder                          | Herrenhaus des ehemaligen Rittergutes (Oberes Vorwerk) | Am Rittergut 1 (Karte)                | 1724, Wiederaufbau nach Brand von 1643                                                                                             | Lang gestreckter stattlicher Putzbau mit charakteristischem Dach, bau- und ortsgeschichtlich von Bedeutung. Zweigeschossiger Massivbau, Torbogen mit Schlussstein, darin Wappen, steiles Satteldach mit Hechten, alte hölzerne Fensterläden. 1581 wurde das so genannte Obere Vorwerk zum Rittergut erhoben. Das Herrenhaus brannte 1643 nieder und wurde nachfolgend wieder aufgebaut. 1919 erfolgten Ausbauarbeiten. Mitte der 1960er Jahre wurde das Torhaus gesprengt und die Reste abgetragen. Das Herrenhaus wurde um 2005 saniert und wird privat genutzt. Der Denkmalwert des Herrenhauses ergibt sich aus seiner geschichtlichen und baugeschichtlichen Bedeutung. | 09209220 |
| Direkt Bild zu diesem Denkmal hochladen | Bauernhaus | Am Südhang 1 (Karte)                  | Um 1800 | Zeittypischer Fachwerk-Bau, baugeschichtlich von Bedeutung. Hanglage, ein- bzw. zweigeschossig, Erdgeschoss massiv, Obergeschoss Fachwerk (verbrettert & verschindelt), Satteldach (Schiefer/Dachpappe). | 09209182 |
|                                         | Fischerwassergrenzstein | Anton-Günther-Steig (Karte)           | Um 1750 | Flussgrenzmarkierung zwischen Lehngut und Freyer (Erbgericht) in der Freiberger Mulde, von regionalgeschichtlichem Wert. Kleiner Naturstein auf später errichtetem Podest. | 09209184 |
| Direkt Bild zu diesem Denkmal hochladen | Speicher und Wiegehäuschen | Anton-Günther-Steig (Karte)           | Um 1900 | Orts- und wirtschaftsgeschichtlich von Bedeutung, in ortsbildprägender Lage. - Lagerhaus: dreigeschossiger Putzbau, Holzdrempel, hölzerner Dachaufbau - Wiegehaus: Fachwerk-Konstruktion Satteldach | 09209181 |
|                                         | Kriegerdenkmal für die Gefallenen des Ersten Weltkrieges | Anton-Günther-Steig (Karte)           | Nach 1918 | Von ortsgeschichtlicher Bedeutung. Wuchtiger Steinquader mit Plastik: verwundeter Soldat, zwei Bronzeplatten mit Namen der Gefallenen, das Ganze auf quadratischem Steinpodest mit flankierenden Steinbänken, erreichbar über vier Treppenstufen. | 09209183 |
| Weitere Bilder                          | Anton-Günther-Gedenkstein | Anton-Günther-Steig (Karte)           | 1923 | Von regionalgeschichtlicher Bedeutung. Naturstein mit kleiner Inschriften-Tafel: „Dem Dichter und Sänger unserer Erzgebirgsheimat Anton Günther E.Z.V. Mulda“. | 09209185 |
| Direkt Bild zu diesem Denkmal hochladen | Wohnstallhaus | Anton-Günther-Steig 15 (Karte)        | Um 1800 | Regionaltypischer Fachwerkbau, dokumentiert ländliche Bau- und Lebensweise, baugeschichtlich von Bedeutung. Erdgeschoss massiv, Obergeschoss zum Teil Fachwerk (Giebelseite mit Schindeln verkleidet), Rückseite massiv, Toilettenerker (massiv), Krüppelwalmdach (Schiefer). | 09209186 |
| Direkt Bild zu diesem Denkmal hochladen | Wohnstallhaus | Anton-Günther-Steig 16 (Karte)        | Um 1790 | Zeugnis ländlicher Bauweise um 1800 mit landschaftstypischem Fachwerk-Obergeschoss, baugeschichtlich von Bedeutung. Erdgeschoss massiv, Obergeschoss Fachwerk (verschiefert, verbrettert), zum Teil breite Fenster, Giebelseite im Originalzustand, Rückseite zur Hälfte massiv, Satteldach (Dachpappe). | 09209187 |
| Weitere Bilder                          | Brücke über die Freiberger Mulde (Post-Brücke) | Bahnhofstraße 1 (neben) (Karte)       | Bezeichnet mit 1875 | Einbogige Natursteinbrücke, bau- und verkehrsgeschichtlich von Bedeutung. Große Natursteinbrücke, mit halbrunden Nischen, saniert. | 09209179 |
| Weitere Bilder                          | Empfangsgebäude mit Hausbahnsteig, Bahnhofsuhr, Wirtschaftsgebäude, Stellwerk eines Bahnhofs und Wiegehäuschen | Bahnhofstraße 4, 5 (Karte)            | 1897 (Empfangs- und Wirtschaftsgebäude); um 1900 (Waagehaus); um 1920 (Stellwerk)                                                  | Umfänglich erhaltener Bahnhof mit zeittypischen Putzbauten, Bahnhofsuhr sowie mechanisches Stellwerk an der ehemaligen Schmalspurbahn Mulda–Sayda (6980, sä. MS) sowie der Bahnstrecke Nossen–Moldava v Krušných horách (6614; sä. NM) mit eisenbahn-, bau- und ortsgeschichtlicher Bedeutung. - Bahnhof: zweigeschossige Putzbauten mit eingeschossigem Verbindungsbau, typische Bahnhofsarchitektur, saniert, alte Fenster - Bahnsteig: originale Holzelemente, Weichensteller - Güterabfertigung: zweigeschossiger Putzbau mit eingeschossigem Anbau, schlicht - Stellwärterhaus: zweigeschossiger Putzbau, flaches Satteldach, Segmentbogenfenster, Giebelseite verändert | 09209180 |
|                                         | Denkmal für die Gefallenen des Ersten Weltkrieges | Chemnitzer Straße 2 (neben) (Karte)   | Nach 1918 | Ortsgeschichtlich von Bedeutung. Steinstele mit Bekrönung, darauf Adler, Inschrift „In dankbarer Erinnerung unseren im Weltkrieg 1914–1918 gefallenen Helden Gemeinde Randeck“, an den Seiten Namen der Gefallenen. | 09209208 |
|                                         | Ehemalige Randecker Mühle (später Gasthof mit Sägewerk) | Chemnitzer Straße 3 (Karte)           | 2. Hälfte 19. Jahrhundert | Lang gestreckter Fachwerkbau mit Walmdach, orts- und technikgeschichtlich von Bedeutung. Erdgeschoss massiv, Obergeschoss Fachwerk, Erdgeschoss überformt. | 09209207 |
|                                         | Mühlengebäude mit Seitenflügel (Böhms-Mühle) | Chemnitzer Straße 6 (Karte)           | Um 1840 | Stattlicher Fachwerkbau mit hohem Krüppelwalmdach, bau-, orts- und technikgeschichtlich von Bedeutung. Zweigeschossig, Erdgeschoss massiv, Obergeschoss Fachwerk (verkleidet), Giebelseite durch große Fenster überformt, Reste eines Portales mit Verdachung. | 09209206 |
| Direkt Bild zu diesem Denkmal hochladen | Häuslerhaus | Chemnitzer Straße 10 (Karte)          | Um 1800 | Landschaftstypisches Wohnhaus mit Fachwerk-Obergeschoss, baugeschichtlich von Bedeutung. Erdgeschoss massiv, ein breites Fenster, Obergeschoss Fachwerk (verbrettert), Giebel Fachwerk (verschiefert), Satteldach. | 09209204 |
| Direkt Bild zu diesem Denkmal hochladen | Häuslerhaus | Chemnitzer Straße 14 (Karte)          | Um 1800 | Typisches Häusleranwesen mit intaktem Fachwerk-Obergeschoss, baugeschichtlich von Bedeutung. Erdgeschoss massiv, saniert, Anbau, Satteldach, Giebelseite verkleidet. | 09209203 |
| Direkt Bild zu diesem Denkmal hochladen | Bauernhaus | Chemnitzer Straße 16 (Karte)          | Um 1750 | Regionaltypischer Fachwerkbau, Zeugnis alter Bau- und Lebenskultur auf dem Lande, baugeschichtlich von Bedeutung. Erdgeschoss massiv, Obergeschoss Fachwerk, Giebelseite verbrettert, Satteldach. | 09209202 |
| Direkt Bild zu diesem Denkmal hochladen | Mühlengebäude über winkligem Grundriss und Scheune eines Mühlenanwesens (Hofmühle, Ölmühle Mulda) | Frauensteiner Straße 16 (Karte)       | 1828 | Gebäudeensemble in Fachwerkbauweise, von orts- und technikgeschichtlicher Bedeutung, guter Originalzustand. - Wohnstallhaus: L-förmiger Grundriss, Erdgeschoss massiv, Obergeschoss Fachwerk (verbrettert), Krüppelwalmdach - Scheune: Holzscheune, Satteldach | 09209231 |
| Direkt Bild zu diesem Denkmal hochladen | Sägewerk (Säge- und Hobelwerk Gebr. Scheinpflug) | Frauensteiner Straße 22 (Karte)       | 1889 (Sägewerk); 1936 (Sägegatter)                                                                                                 | Westlicher Gebäudeteil Putzbau mit markanter Giebelfront, daran anschließender östlicher Teil eingeschossig mit verbrettertem Drempel, von orts- und technikgeschichtlicher Bedeutung. Verlassenes Gebäude, schlechter Erhaltungszustand. Werkhalle: Putzbau mit markanter Giebelfront, daran anschließend lang gestreckte Werkhalle: eingeschossig mit Drempel. | 09209230 |
| Direkt Bild zu diesem Denkmal hochladen | Wohnstallhaus | Frauensteiner Straße 24 (Karte)       | Um 1800 | Landschaftstypisches Bauernhaus mit Fachwerk-Obergeschoss, baugeschichtlich von Bedeutung. Erdgeschoss massiv, Obergeschoss Fachwerk (verbrettert), Satteldach. | 09209226 |
| Direkt Bild zu diesem Denkmal hochladen | Wohnhaus | Frauensteiner Straße 25 (Karte)       | 1905 | Eingeschossiges Holzhaus, singulär, baugeschichtlich von Bedeutung, Krüppelwalmdach | 09209225 |
| Direkt Bild zu diesem Denkmal hochladen | Forsthaus mit Stallanbau | Frauensteiner Straße 26 (Karte)       | 1. Hälfte 19. Jahrhundert | Regionaltypisches Fachwerkgebäude, bau- und ortsgeschichtlich von Bedeutung. Erdgeschoss massiv, Obergeschoss Fachwerk (verbrettert), Giebelseite große Fenster, Krüppelwalmdach (Dachfenster), eingeschossiger Stallanbau. | 09209224 |
| Direkt Bild zu diesem Denkmal hochladen | Bronzeplastik „Die vier Hahnenkämpfer“ | Fritz-Heckert-Straße 11 (vor) (Karte) | 1968/1969 | Bildhauer war Gottfried Kohl, künstlerisch von Bedeutung | 09209227 |
| Direkt Bild zu diesem Denkmal hochladen | Wohnhaus | Geleitstraße 2 (Karte)                | 1770 | Typisches Bauernhaus der Region mit verbrettertem Fachwerk-Obergeschoss, baugeschichtlich von Bedeutung. Erdgeschoss massiv, mehrere breite Fenster, Obergeschoss Fachwerk (verbrettert), Wand-Öffnungsverhältnis intakt, Satteldach (Dachpappe). | 09209223 |
| Direkt Bild zu diesem Denkmal hochladen | Ehemaliges Wohnstallhaus (mit angebautem Auszugsteil) eines Bauernhofes, sowie Ofen | Geleitstraße 4 (Karte)                | 1649 Dendro (Wohnstallhaus); 1721 Dendro (Wohnstallhaus); um 1850 (Ofen)                                                           | Zeit- und landschaftstypisches Bauernhaus, mehrfach umgebaut, mit Dachstuhl teilweise aus dem 17. Jahrhundert, von haus- und sozialgeschichtlichem Wert. Vermutlich Mitte des 17. Jahrhunderts erbautes Wohnstallhaus (laut Dendro 1649 – Dachstuhl). Das auf Ritterguts- und Vorwerksland erbaute Anwesen bestand aus einem Wohnstallhaus, an welches 1721 (laut Dendro) angebaut wurde. Mündlich überliefert ist dagegen eine Baumaßnahme (Anbau Auszug?) um 1854. Zum Anwesen gehörten weiterhin eine Scheune und ein Holzschuppen. Die Nebengebäude wurden baulich verändert bzw. abgebrochen. Erhalten blieb das mehrfach umgebaute ehemalige Wohnstallhaus, welches vermutlich im Zusammenhang mit dem Anbauen des Altenteils auch im Inneren grundlegend umgebaut wurde. So wurde beispielsweise die ehemalige Wohnstube zur Werkstatt umgenutzt, eine Kammer des angebauten Altenteils in das alte Wohnhaus eingebaut. Dieser Umbau ist urkundlich gut zu belegen. Die Art, wie der Auszug (im rechten Winkel) als separates Gebäude (Einfamilienhaus) mit Keller und eigenem Boden an das Wohnstallhaus angebaut wurde, ist wohl singulär. Die bauzeitliche Ausstattung blieb nicht erhalten, aus der Umbauphase 1854 dürfte ein im Erdgeschoss befindlicher Kachelofen mit Wasserbecken, Herd und Aufwärmfach stammen. Der Denkmalwert ergibt sich vorrangig aus dem baugeschichtlichen Wert des Hauses auf Grund der singulären Bauweise und des sehr alten Dachstuhls. | 09304081 |
| Direkt Bild zu diesem Denkmal hochladen | Wohnhaus eines ehemaligen Bauernhofes | Geleitstraße 5 (Karte)                | Um 1900 | Beispiel für die jüngere Holzbauweise, bildprägende Straßenlage, baugeschichtlich von Bedeutung. - Wohnhaus: ans Wohnstallhaus angebaut, preußisches Fachwerk im Obergeschoss, Erdgeschoss massiv, Steingewände mit Diamantquadermotiv - Bauernhaus (Abbruch vor 2014): Erdgeschoss massiv, Obergeschoss Fachwerk, Giebelseite verkleidet, Satteldach - Seitengebäude (Abbruch vor 2014): bauliche Einheit mit Wohnstallhaus, Erdgeschoss massiv, Obergeschoss Fachwerk, Satteldach | 09209222 |
| Direkt Bild zu diesem Denkmal hochladen | Wohnhaus | Geleitstraße 8 (Karte)                | Um 1870 | Regionaltypischer Wohnbau mit Sichtfachwerk, baugeschichtlich von Bedeutung. Erdgeschoss massiv, Obergeschoss Fachwerk, Satteldach, an linker Gebäudeseite Anbau. | 09209219 |
| Direkt Bild zu diesem Denkmal hochladen | Wohnhaus | Geleitstraße 14 (Karte)               | Mitte 19. Jahrhundert | Fachwerkwohnhaus mit verbrettertem Obergeschoss, baugeschichtlich von Bedeutung. Erdgeschoss massiv, Obergeschoss Fachwerk (verbrettert), Satteldach. | 09209221 |
| Direkt Bild zu diesem Denkmal hochladen | Seitengebäude und Scheune eines Dreiseithofes | Gutsweg 5 (Karte)                     | Um 1800 | In seiner Struktur erhaltener Dreiseithof in Fachwerkbauweise, bau- und sozialgeschichtlich von Bedeutung, von wissenschaftlich-dokumentarischem Wert. - Seitengebäude: Erdgeschoss massiv, Obergeschoss Fachwerk, Giebel verbrettert, Scheune integriert - Scheune: Holzkonstruktion Hof nicht zugänglich, ist verlassen und mittlerweile sehr ruinös. - Wohnstallhaus (Streichung 2014): Erdgeschoss massiv, Obergeschoss Fachwerk, Satteldach, zusammengebrochen und ruinös | 09209201 |
| Weitere Bilder                          | Kirche und Kirchhof Mulda (Sachgesamtheit) | Hauptstraße (Karte)                   | 1634 | Sachgesamtheit Kirche und Kirchhof Mulda mit folgenden Einzeldenkmalen: Kirche, Einfriedungsmauer, sechs Grabmale, zwei Grabanlagen und Nebengebäude (siehe Einzeld09209152) sowie der Kirchhof als Sachgesamtheitsteil; bau- und ortsgeschichtlich von Bedeutung | 09305346 |
| Weitere Bilder                          | Kirche mit Ausstattung, Einfriedungsmauer mit zwei Torpfeilern, sechs Grabmale, zwei Grabanlagen und Nebengebäude (Einzeldenkmale der Sachgesamtheit 09305346) | Hauptstraße (Karte)                   | 1634, im Kern älter (Kirche); um 1585 (Altar); wohl 18. Jahrhundert (Taufengel); bezeichnet mit 1843 (Taufe); 1846 (Orgelprospekt) | Einzeldenkmale der Sachgesamtheit Kirche und Kirchhof Mulda; im Kern spätgotische Saalkirche, nach Brand 1639 Wiederaufbau auf alten Grundmauern, Walmdach mit barockem Dachreiter, bau- und ortsgeschichtlich von Bedeutung. - Kirche: spätgotische Saalkirche, 1634 nach Brand Wiederaufbau auf alten Umfassungsmauern, dreiseitiger Chorschluss, Walmdach mit barockem Dachreiter und Laterne von 1688, Korbbogenfenster, an der Ostseite Sakristei, eingeschossiges Nebengebäude (19. Jahrhundert) - Erbbegräbnisse: Familie Weissflog (Fabrikbesitzer, Grab von 1924), Familie Hunger (Sägewerksbesitzer, 1930er Jahre) - sechs Grabmale: stehen auf dem Kirchhof vor der Kirche rechts und links der Treppe, barocke Steine, Inschriften nicht mehr leserlich | 09209152 |
|                                         | Bauernhaus | Hauptstraße 1 (Karte)                 | Um 1830 | Zeit- und landschaftstypisches Fachwerkgebäude, Bestandteil der alten Dorfstruktur, baugeschichtlich und straßenbildprägend von Bedeutung. L-förmiger Grundriss, zum Teil massiv, zum Teil Erdgeschoss massiv, Obergeschoss Fachwerk, Satteldach (Schiefer). | 09209160 |
|                                         | Wohnhaus | Hauptstraße 2, 3 (Karte)              | 1746 | Sehr gut erhaltener Fachwerk-Bau in zeittypischer Gestaltung, baugeschichtlich von Bedeutung. Erdgeschoss massiv (Garage, breites Fenster), Obergeschoss Fachwerk, rückwärtig hölzerner Toilettenerker, Satteldach (Schiefer). | 09209159 |
| Direkt Bild zu diesem Denkmal hochladen | Wohnstallhaus, Seitengebäude und Scheune eines Dreiseithofes | Hauptstraße 5 (Karte)                 | 2. Viertel 19. Jahrhundert | Intaktes Hofensemble mit zeittypischen Fachwerk-Gebäuden, bau- und wirtschaftsgeschichtlich von Bedeutung. - Wohnstallhaus: Erdgeschoss massiv, Obergeschoss Fachwerk, Satteldach, Erdgeschoss teilweise überformt - Seitengebäude: Erdgeschoss massiv, Obergeschoss Fachwerk, Satteldach - Scheune: mit Holz verbrettert | 09209162 |
|                                         | Schule | Hauptstraße 30 (Karte)                | Um 1900 | Dokumentiert Bautätigkeit um 1900 im Ort, zeittypische Gestaltung, bau- und ortsgeschichtlich von Bedeutung. Massiv, zweigeschossig, Dachhäuschen, Satteldach (Schiefer). | 09209164 |
|                                         | Ehemalige Schule | Hauptstraße 35 (Karte)                | Um 1800 | Fachwerkgebäude mit bau- und ortsgeschichtlicher Bedeutung. Erdgeschoss massiv, Obergeschoss Fachwerk (verkleidet), Satteldach (Schiefer), L-förmiger Grundriss, saniert. | 09209166 |
|                                         | Wohnstallhaus | Hauptstraße 37 (Karte)                | 1747 | Direkt gegenüber der Kirche an der Dorfstraße gelegener ortsbildprägender Fachwerk-Bau, bau- und hausgeschichtlich von Bedeutung. Erdgeschoss massiv, Obergeschoss Fachwerk, Satteldach (Schiefer), im Erdgeschoss leichte Veränderungen. | 09209153 |
|                                         | Wohnhaus | Hauptstraße 41 (Karte)                | Um 1870 | Fachwerk-Bau in straßenbildprägender Lage, baugeschichtlich von Bedeutung. Erdgeschoss massiv, Fenstergrößen vermutlich geändert, Obergeschoss Fachwerk, Krüppelwalmdach (Schiefer), Giebelseite. | 09209167 |
| Direkt Bild zu diesem Denkmal hochladen | Wohnhaus | Hauptstraße 44 (Karte)                | Um 1890 | Putzbau mit übergiebeltem Mittelrisalit und Balkon, dokumentiert Bautätigkeit zum Ende des 19. Jahrhunderts, baugeschichtlich von Bedeutung. Massiv, zweigeschossig, Mittelrisalit mit Dacherker, originale Haustür und Balkon. | 09209168 |
| Weitere Bilder                          | Rathaus | Hauptstraße 59 (Karte)                | 1938 | Repräsentativer Putzbau mit turmartigem Mittelrisalit und Walmdach, bau- und ortsgeschichtlich von Bedeutung. Zweigeschossig, massiv, Mittelrisalit mit Uhrenturm, Walmdach (Schiefer). | 09209171 |
| Direkt Bild zu diesem Denkmal hochladen | Wohnhaus (ehemaliges Rathaus) | Hauptstraße 65 (Karte)                | Um 1910 | Qualitätvoller Putzbau mit historistischer Fassadengestaltung, baugeschichtlich von Bedeutung, als ehemaliges Rathaus von ortshistorischer Bedeutung. Zweigeschossiger Putzbau, originale Haustür und Fenster, originale Holzveranda (zweigeschossig). | 09209172 |
|                                         | Häuslerhaus | Hauptstraße 74 (Karte)                | Um 1850 | Zeittypisches Wohnhaus in landschaftstypischer Holzbauweise, baugeschichtlich von Bedeutung. Erdgeschoss massiv, Obergeschoss Fachwerk (verbrettert), Satteldach (Dachpappe), L-förmiger Grundriss. | 09209174 |
| Weitere Bilder                          | Brückenpfeiler und Bahndamm der ehemaligen Schmalspurbahn Mulda–Sayda | Hauptstraße 78 (neben) (Karte)        | 1897 | Eisenbahn- und ortsgeschichtlich von Bedeutung | 09209173 |
| Weitere Bilder                          | Brett- und Lohmühle Schönlebe, Sägewerk Drechsel ehemals Schönlebe: Sägewerksgebäude mit Anbauten und vorgelagertem Rundholzplatz, Nebengebäude, Schornstein und technischer Ausstattung (u.a. Turbine, Dampfmaschine, Kesselanlage, Motor, Transmissionsanlage, drei Sägegatter sowie weitere Holzverarbeitungsmaschinen), Wehranlage und Mühlgraben (Ober- und Untergraben) | Hauptstraße 91a (Karte)               | 1880 (Sägewerk und Einfachgatter); 1899 (Dampfkessel); 1904 (Schornstein); 1904–1905 (Kessel- und Maschinenhaus)                   | Straßenbildprägender Fachwerk-Bau mit originalem Ziegel-Schornstein, authentisch und weitgehend funktionsfähig erhaltenes Ensemble von orts- und großer technikgeschichtlicher Bedeutung sowie als Schauanlage von großem Erlebnis- und Erinnerungswert, dokumentiert den Stand der Holzverarbeitungstechnik aus den 1920er bis 1930er Jahren, aufgrund des nahezu vollständigen Überlieferungszustandes von Seltenheitswert. | 09209195 |
|                                         | Bauernhaus | Hauptstraße 95 (Karte)                | Bezeichnet mit 1845 | Straßenbildprägender Fachwerk-Bau mit Stichbogenportal, baugeschichtlich von Bedeutung. Erdgeschoss massiv, Obergeschoss Fachwerk, zum Teil massiv, Satteldach (Schiefer), Giebel verbrettert. | 09209196 |
| Direkt Bild zu diesem Denkmal hochladen | Wohnhaus (Ferienhaus) | Hauptstraße 104 (Karte)               | Letztes Viertel 19. Jahrhundert | Kleines Gebäude mit Anklängen an den Schweizer Stil, für den Ort ungewöhnliche Architektur, baugeschichtlich von Bedeutung. Eingeschossig, verbrettert, Drempel mit Zierfachwerk, Satteldach, Dacherker. | 09209199 |
|                                         | Pfarrhaus | Mittelstraße 1 (Karte)                | Im Kern um 1620 | Regionaltypischer Fachwerkbau mit Stichbogenportal, bau- und ortsgeschichtlich von Bedeutung. Erdgeschoss massiv, Obergeschoss Fachwerk verbrettert, in der Giebelseite ein breites Fenster, Satteldach (Schiefer), Stichbogenportal, originale Haustür. | 09209217 |
| Direkt Bild zu diesem Denkmal hochladen | Dampfmaschine Firma Starke und Hoffmann, Hirschberg | Mittelstraße 4 (Karte)                | 1910 | Von technikgeschichtlichem Wert. Liegende Einzylinder-Kolbendampfmaschine, typische Dampfmaschine, die über Transmissionen zahlreiche Holzbearbeitungsmaschinen antrieb, der Abdampf wurde zur Holztrocknung in den Trockenkammern benutzt. | 09209216 |
| Direkt Bild zu diesem Denkmal hochladen | Wohnstallhaus, Seitengebäude und Scheune eines Dreiseithofes | Mittelstraße 21 (Karte)               | Mitte 18. Jahrhundert | Intaktes Hofensemble mit landschaftstypischen Fachwerk-Gebäuden, bau- und wirtschaftsgeschichtlich von Bedeutung. - Wohnstallhaus: Erdgeschoss massiv, Obergeschoss Fachwerk - Seitengebäude: Erdgeschoss massiv, Obergeschoss Fachwerk (verbrettert), Satteldach - Scheune: Holzkonstruktion, Satteldach | 09209178 |
| Direkt Bild zu diesem Denkmal hochladen | Wohnhaus | Mittelstraße 31 (Karte)               | 1898 | Spätes Beispiel eines regionaltypischen Fachwerkbaus, baugeschichtlich von Bedeutung. Erdgeschoss massiv (Garage, breite Fenster), Obergeschoss Fachwerk (verbrettert), Satteldach (neue Deckung). | 09209192 |
| Direkt Bild zu diesem Denkmal hochladen | Wohnhaus | Mittelstraße 33 (Karte)               | Um 1735 | Zeit- und landschaftstypische Holzbauweise, baugeschichtlich von Bedeutung. Erdgeschoss massiv, Obergeschoss Fachwerk (verbrettert, verkleidet), Satteldach (Schiefer), Gebäude wurde verbreitert. | 09209191 |
| Direkt Bild zu diesem Denkmal hochladen | Wohnhaus | Mittelstraße 34 (Karte)               | Bezeichnet mit 1898 | Spätes Beispiel eines regionaltypischen Fachwerkbaus, baugeschichtlich von Bedeutung. Erdgeschoss massiv, Obergeschoss Fachwerk (verbrettert), eine Giebelseite massiv, im Erdgeschoss späterer Garageneinbau, Sattelbau. | 09209190 |
| Direkt Bild zu diesem Denkmal hochladen | Wohnstallhaus mit integriertem Wirtschaftsteil | Mittelstraße 35 (Karte)               | 1. Hälfte 19. Jahrhundert | Zeittypisches Fachwerk-Gebäude mit baugeschichtlicher und ortsbildprägender Bedeutung. L-förmiger Grundriss, Erdgeschoss massiv, Obergeschoss Fachwerk (verbrettert, verkleidet), Scheunenanbau, Satteldach. | 09209189 |
| Direkt Bild zu diesem Denkmal hochladen | Steinkreuz | Mordsteinweg (Karte)                  | Nach 1659 | Von regionalgeschichtlicher Bedeutung. Steinernes Kreuz, Inschrift„All hier wurde am 9. Sept. 1659 Georg Hegewald von Dragonern beraubt undt daselbst ermordet, die Thäter zum sind am selbigen Tage gefänglich eingebracht undt hierauf zum Frauenstein gerichtet und ins Rad gelegt worden.“ | 09209228 |
| Direkt Bild zu diesem Denkmal hochladen | Gedenkstein für J. R. Bernhard | Neue Waldstraße (Karte)               | Nach 1819 | Von ortsgeschichtlicher Bedeutung. J. R. Bernhard verunglückte am 9. September 1819 mit seinem Fuhrwerk an dieser Stelle. | 09209253 |
| Direkt Bild zu diesem Denkmal hochladen | Wohnstallhaus (ohne rückwärtigen Anbau) | Oststraße 1 (Karte)                   | 1. Viertel 19. Jahrhundert | Regionaltypische Holzbauweise, Bestandteil der alten Ortsstruktur, bau- und wirtschaftsgeschichtlich von Bedeutung. - Wohnstallhaus: Erdgeschoss massiv, Obergeschoss Fachwerk (verbrettert), Erdgeschoss überformt, entstellender Anbau, Satteldach (Schiefer) - Scheune (Streichung 2014, da kein ausreichender Denkmalwert vorhanden): Sockel massiv, oben Holz verbrettert, Satteldach | 09209157 |
|                                         | Brücke über die Freiberger Mulde | Oststraße 3 (bei) (Karte)             | 19. Jahrhundert | Einbogige Steinbrücke, dokumentiert alte Ortsstruktur, verkehrsgeschichtlich von Bedeutung. Neuer Fahrbahnbelag und Geländer. | 09209158 |
| Direkt Bild zu diesem Denkmal hochladen | Straßenbrücke | Oststraße 4 (bei) (Karte)             | 2. Hälfte 19. Jahrhundert | Einbogige Natursteinbrücke über die Eisenbahnlinie, verkehrsgeschichtlich von Bedeutung. Im Rundbogen errichtet (einbogig). | 09209156 |
| Direkt Bild zu diesem Denkmal hochladen | Wohnhaus | Oststraße 32 (Karte)                  | 1930er Jahre | Zeittypisches, traditionell gestaltetes Wohnhaus im ländlichen Stil, baugeschichtlich von Bedeutung. Erdgeschoss massiv, Obergeschoss verbrettert, Satteldach (Schiefer), Dacherker, originale Fensterläden, Balkone mit Holzornament-Verkleidung, ein Giebel mit Holzornament verkleidet. | 09209154 |
| Direkt Bild zu diesem Denkmal hochladen | Wohnstallhaus und Seitengebäude | Saydaer Straße 12 (Karte)             | Um 1800 | Landschaftstypische Gebäude in Fachwerkbauweise, baugeschichtlich von Bedeutung. - Wohnstallhaus: Hanglage, ein- bzw. zweigeschossig, Erdgeschoss massiv, Obergeschoss Fachwerk (verbrettert), Krüppelwalmdach - Seitengebäude: Erdgeschoss massiv, Obergeschoss verbrettert, Satteldach | 09209214 |
| Direkt Bild zu diesem Denkmal hochladen | Mühle | Straße zum Neubaugebiet 2 (Karte)     | Bezeichnet mit 1878, Instandsetzung                                                                                                | Stattlicher Putzbau, orts- und technikgeschichtlich von Bedeutung. Zweigeschossig, massiv, im Obergeschoss ein Drillingsfenster mit Rundsäulen, über der Tür Tafel mit Inschrift „Nehmet Holz von Fichtenstamme, doch junges frisches laßt es sein. Dann wird die Holzfaser, die wundersame, zum Wohle der Holzpappenfabrik gedeihn.“ | 09209215 |
| Direkt Bild zu diesem Denkmal hochladen | Halde des Pferdegöpel-Treibschachtes mit Schachtaufsattlung, Haldenmauer und befestigtem Zufahrtsweg (Grube Friedrich August) | Zethauer Straße (Karte)               | 18. Jahrhundert | Wichtige Sachzeugnisse des Bergbaus in den Randrevieren von Freiberg (am Ortsausgang in Richtung Zethau liegend), orts- und technikgeschichtlich von Bedeutung | 09208881 |

## Helbigsdorf
| Bild                                    | Bezeichnung | Lage                                                                                                | Datierung | Beschreibung | ID       |
| --------------------------------------- | --- | --------------------------------------------------------------------------------------------------- | --- | --- | -------- |
| Direkt Bild zu diesem Denkmal hochladen | Sachgesamtheitsbestandteil der Revierwasserlaufanstalt im Ortsteil Helbigsdorf mit Einzeldenkmalen | (Flurstücke 678, 679/1, 565/2, 430/1, 430d, 435, 436/1, 436/2, 436a, 572/1, 699, 699a, 696) (Karte) | 16.–18. Jahrhundert | Sachgesamtheitsbestandteil der Revierwasserlaufanstalt im Ortsteil Helbigsdorf mit den Einzeldenkmalen: Helbigsdorfer Rösche mitsamt Röschenmundloch, Zethauer Kunstgraben einschließlich Steindecker-Brücke, Grenzstein und Heidemühlenrösche mitsamt südöstlichem Röschenmundloch, Mühlteich einschließlich Teichdamm mit Allee sowie Unterer Großhartmannsdorfer Teich und Turbinenrösche mit Röschenmundloch (siehe 09209268); landschaftsbildprägende Bestandteile eines umfangreichen Systems der bergmännischen Wasserwirtschaft zur Versorgung des Freiberger Bergbaus mit Aufschlagwasser, bergbau- und ortsgeschichtlich von besonderer Bedeutung (siehe auch die Sachgesamtheit 08991218, Großhartmannsdorf), seit 2019 zugehörig zur Kernzone des UNESCO-Welterbes Montanregion Erzgebirge/Krušnohoří | 09306187 |
| Direkt Bild zu diesem Denkmal hochladen | Helbigsdorfer Rösche mitsamt Röschenmundloch, Zethauer Kunstgraben einschließlich Steindecker-Brücke, Grenzstein und Heidemühlenrösche mitsamt südöstlichem Röschenmundloch, Mühlteich einschließlich Teichdamm mit Allee sowie Kunstteich und Turbinenrösche mit Röschenmundloch (Einzeldenkmale der Sachgesamtheit 09306187) | (Flurstücke 678, 679/1, 565/2, 430/1, 430d, 435, 436/1, 436/2, 436a, 572/1, 699, 699a, 696) (Karte) | 1570–1572 (Kunstgraben); 1570 (Helbigsdorfer Rösche); 16. Jahrhundert (Teich); bezeichnet mit 1804 (Turbinenrösche); bezeichnet mit 1866 (Heidemühlenrösche) | Einzeldenkmale der Sachgesamtheit Revierwasserlaufanstalt; landschaftsbildprägende Bestandteile eines umfangreichen Systems der bergmännischen Wasserwirtschaft zur Versorgung des Freiberger Bergbaus mit Aufschlagwasser, Mühlteich Zeugnis der zum Teil in das System der Revierwasserlaufanstalt integrierten Wasserkraftnutzung durch andere Produktionszweige, bergbau- und ortsgeschichtlich von besonderer Bedeutung, seit 2019 zugehörig zur Kernzone und Pufferzone des UNESCO-Welterbes Montanregion Erzgebirge/Krušnohoří | 09209268 |
| Direkt Bild zu diesem Denkmal hochladen | Halde | (Flurstücke 155, 157/1, 285/1) (Karte)                                                              | 16.–18. Jahrhundert | Bergbaugeschichtlich von Bedeutung | 09209272 |
| Direkt Bild zu diesem Denkmal hochladen | Häuslerhaus | Alte Salzstraße 1 (Karte)                                                                           | Vor 1700 | Zeit- und landschaftstypisches Gebäude mit Fachwerk-Obergeschoss, baugeschichtlich von Bedeutung. Erdgeschoss massiv, Satteldach, entstellender Anbau. | 09209269 |
| Direkt Bild zu diesem Denkmal hochladen | Pfarrhaus, Seitengebäude (ehemaliges Substitutenhaus) und Mauer | Alte Salzstraße 20, 22, 23 (Karte)                                                                  | 1667 (Pfarrhaus); 1711 (Seitengebäude) | Ortsbildprägendes Gebäudeensemble mit bau- und ortsgeschichtlicher Bedeutung. - Pfarrhaus: Erdgeschoss massiv, Obergeschoss Fachwerk verkleidet, Satteldach - Seitengebäude: Erdgeschoss massiv, Obergeschoss Fachwerk verkleidet, Walmdach | 09209270 |
| Direkt Bild zu diesem Denkmal hochladen | Häuslerhaus | Dorfstraße 5 (Karte)                                                                                | Um 1800 | Fachwerkhaus in sehr gutem Originalzustand, Bestandteil der alten Ortsstruktur, baugeschichtlich von Bedeutung. Erdgeschoss massiv, Obergeschoss Fachwerk (verkleidet), Wand-Öffnungsverhältnis intakt, Satteldach. | 09209260 |
| Direkt Bild zu diesem Denkmal hochladen | Häuslerhaus | Dorfstraße 9 (Karte)                                                                                | Mitte 19. Jahrhundert | Zeit- und landschaftstypisches Gebäude mit Fachwerk-Obergeschoss, baugeschichtlich von Bedeutung. Erdgeschoss massiv, eine Giebelseite verbrettert, eine massiv, Satteldach. | 09209262 |
| Direkt Bild zu diesem Denkmal hochladen | Wohnstallhaus und Scheune eines Zweiseithofes | Dorfstraße 12 (Karte)                                                                               | Um 1800 (Wohnstallhaus); Ende 19. Jahrhundert (Scheune) | Intakte Hofstruktur, Wohnstallhaus bildprägender Fachwerkbau, baugeschichtlich von Bedeutung. - Wohnstallhaus: Erdgeschoss massiv, Obergeschoss Fachwerk, Satteldach - Scheune: Holzkonstruktion | 09209263 |
| Direkt Bild zu diesem Denkmal hochladen | Häuslerhaus (ohne Anbau) | Helbigsdorf 4 (Karte)                                                                               | Mitte 19. Jahrhundert | Fachwerkbau, Bestandteil der alten Ortsstruktur, baugeschichtlich von Bedeutung. Erdgeschoss massiv, Obergeschoss Fachwerk (verbrettert), Satteldach, linke Seite eingeschossiger Anbau. | 09209252 |
| Direkt Bild zu diesem Denkmal hochladen | Östliches Seitengebäude eines Dreiseithofes | Helbigsdorf 10 (Karte)                                                                              | 1. Hälfte 19. Jahrhundert | Bildprägendes Gebäude in landschaftstypischer Holzbauweise, baugeschichtlich von Bedeutung. Massiver Unterbau, Obergeschoss Holzkonstruktion, Satteldach. | 09209250 |
| Direkt Bild zu diesem Denkmal hochladen | Wohnstallhaus und zwei Scheunen eines Dreiseithofes | Helbigsdorf 14 (Karte)                                                                              | 1. Viertel 19. Jahrhundert (Wohnstallhaus); 2. Hälfte 19. Jahrhundert (Scheune)                                                                              | In ihrer Struktur erhaltene Hofanlage mit baugeschichtlicher und ortsbildprägender Bedeutung. - Wohnstallhaus: massiv, zweigeschossig, Satteldach (Schiefer), Wand-Öffnungsverhältnis intakt - 1. Scheune: Fachwerk-Konstruktion, Satteldach - 2. Scheune: Erdgeschoss massiv, Obergeschoss Holzkonstruktion, Satteldach | 09209254 |
| Direkt Bild zu diesem Denkmal hochladen | Wohnstallhaus eines Gehöfts | Helbigsdorf 25 (Karte)                                                                              | Letztes Viertel 19. Jahrhundert | Spätes Beispiel eines regionaltypischen Fachwerkbaus, baugeschichtlich von Bedeutung. Erdgeschoss massiv, Obergeschoss Fachwerk (verbrettert), Satteldach, die weiteren Gebäude der Hofanlage sind ohne Denkmalwert. | 09209247 |
| Direkt Bild zu diesem Denkmal hochladen | Wohnstallhaus und Scheune eines Zweiseithofes | Helbigsdorf 27 (Karte)                                                                              | Bezeichnet mit 1689 | Intakte Hofstruktur, landschaftstypisches Wohnstallhaus mit Fachwerk-Obergeschoss, bau- und hausgeschichtlich von Bedeutung. - Wohnstallhaus: Erdgeschoss massiv, Obergeschoss Fachwerk (verbrettert), Satteldach, rückwärtiger Anbau - Scheune: massiv, hölzerner Drempel, Satteldach | 09209246 |
| Direkt Bild zu diesem Denkmal hochladen | Häuslerhaus | Helbigsdorf 28 (Karte)                                                                              | Um 1800 | Regionaltypisches Fachwerkhaus, Bestandteil der alten Ortsstruktur, baugeschichtlich von Bedeutung. Erdgeschoss massiv, mit Überformungen (Fenster, Haustür), Obergeschoss Fachwerk (verkleidet), Satteldach (Naturschiefer). | 09209245 |
| Direkt Bild zu diesem Denkmal hochladen | Wohnstallhaus, Scheune und Torbogen | Helbigsdorf 29 (Karte)                                                                              | Um 1800 | Wohnstallhaus mit verputztem Fachwerkobergeschoss, Teil der alten Ortsstruktur, bau- und wirtschaftsgeschichtlich von Bedeutung. - Wohnstallhaus: Erdgeschoss massiv, Obergeschoss vermutlich Fachwerk (verkleidet, verputzt), Krüppelwalmdach (Schiefer) - Scheune: Satteldach, Giebelseite verkleidet | 09209244 |
| Direkt Bild zu diesem Denkmal hochladen | Häuslerhaus | Helbigsdorf 34 (Karte)                                                                              | 1. Viertel 19. Jahrhundert | Unmittelbar an der Dorfstraße stehendes Wohnhaus mit Fachwerk-Obergeschoss, baugeschichtlich von Bedeutung. Erdgeschoss massiv, Obergeschoss Fachwerk (verkleidet bzw. verputzt), Krüppelwalmdach (Schiefer), Wand-Öffnungsverhältnis intakt. | 09209242 |
| Direkt Bild zu diesem Denkmal hochladen | Wohnstallhaus | Helbigsdorf 35 (Karte)                                                                              | Bezeichnet mit 1854 | Lang gestreckter Fachwerkbau mit baugeschichtlicher und ortsbildprägender Bedeutung. Erdgeschoss massiv, alte Verdachung vom Türstock erhalten, Obergeschoss Fachwerk, Giebelseite verbrettert, profilierte Schwelle, Satteldach (Schiefer). | 09209243 |
| Direkt Bild zu diesem Denkmal hochladen | Wohnstallhaus eines Dreiseithofes | Helbigsdorf 36 (Karte)                                                                              | Vor 1632 | In seiner Struktur erhaltener Bauernhof mit landschaftstypischen Fachwerk-Gebäuden, baugeschichtlich, ortsbildprägend und wirtschaftsgeschichtlich von Bedeutung. - Wohnstallhaus: Erdgeschoss massiv, Obergeschoss Fachwerk, Giebelseite verbrettert, Stall mit Säulen und Gewölben, Satteldach (Naturschiefer) Ehemals denkmalgeschützte Scheune und Seitengebäude zwischen 2017 und 2023 von der Denkmalliste gestrichen: - Scheune: Natursteinsockel, Holz, Dorfseite Obergeschoss verputzt, originales Portal mit Verdachung - Seitengebäude: Erdgeschoss massiv, Obergeschoss Fachwerk (verbrettert und verschiefert), Krüppelwalmdach (Schiefer) | 09209241 |
| Direkt Bild zu diesem Denkmal hochladen | Häuslerhaus | Helbigsdorf 42 (Karte)                                                                              | 1847 | Bildprägender Fachwerk-Bau in landschaftstypischer Holzbauweise, baugeschichtlich von Bedeutung. Erdgeschoss massiv, Obergeschoss Fachwerk (verbrettert), Giebelseiten (verschiefert), Satteldach (Naturschiefer), originale Haustür. | 09209240 |
| Weitere Bilder                          | Gasthof und Seitengebäude | Helbigsdorf 50 (Karte)                                                                              | 2. Hälfte 19. Jahrhundert | Den Ortskern prägende Gebäudegruppe, bau- und ortsgeschichtlich von Bedeutung. - Gasthof: zweigeschossig, massiv, zur Straße Fachwerk-Obergeschoss, Obergeschoss Saal mit hohen Rundbogenfenstern - Seitengebäude: massiv, zweigeschossig, mit integriertem Scheunenteil (Holz) | 09209234 |
|                                         | Denkmal für die Gefallenen des Ersten Weltkrieges | Helbigsdorf 50 (neben) (Karte)                                                                      | Nach 1918 | Ortsgeschichtlich von Bedeutung. Podest mit Steinsäule und Bekrönung (Kreuz), flankiert von zwei niedrigen Mauern, Helme. | 09209239 |
| Weitere Bilder                          | Kirche und Kirchhof Helbigsdorf (Sachgesamtheit) | Helbigsdorf 58a (Karte)                                                                             | 1576 | Sachgesamtheit Kirche und Kirchhof Helbigsdorf mit den Einzeldenkmalen: Kirche, Mauer (mit Steinkreuz), drei Grabmale (barock), Steinkreuz (1569), Friedhofskapelle (1755) mit Gruft und Gedenkstein für die Gefallenen des Ersten und Zweiten Weltkrieges (siehe 09209238) und dem Kirchhof (Gartendenkmal); bau- und ortsgeschichtlich von Bedeutung | 09305338 |
| Weitere Bilder                          | Kirche, Mauer (mit Steinkreuz), drei Grabmale (barock), Steinkreuz (1569), Grufthaus (1755) und Gedenkstein für die Gefallenen des Ersten und Zweiten Weltkrieges (Einzeldenkmale der Sachgesamtheit 09305338) | Helbigsdorf 58a (Karte)                                                                             | 1576 (Kirche); 17. Jahrhundert (Kanzel); wahrscheinlich 17. Jahrhundert (Taufe); 1728 (Orgel); 18. Jahrhundert (Lesepult)                                    | Einzeldenkmale der Sachgesamtheit Kirche mit Ausstattung und Kirchhof Helbigsdorf; spätgotische Saalkirche, lang gestreckter verputzter Bruchsteinbau mit Krüppelwalmdach und Dachreiter, bau- und ortsgeschichtlich von Bedeutung. - Totenhalle mit Gruft: kleines Steinhaus mit Satteldach - Inschriftenstein über Eingang: „Ruhestätte der Familie Linke“, bezeichnet mit 1755 im Schlussstein, Inschrift im Schlussstein: „Christian Gottlob Thiele, Erblehngerichtsbesitzer und Richter, 1755“, zwei Engelreliefs flankieren den Eingang, siehe Dehio Sachsen II, S. 710 - Silbermannorgel: zweimanualig, von 1728, wurde 1750 bei Brand durch Wasser unbrauchbar, 1802 durch J. Chr. Günther repariert, alte Stimmung noch vorhanden                                                                        | 09209238 |
| Direkt Bild zu diesem Denkmal hochladen | Wohnstallhaus eines Gehöfts | Helbigsdorf 69 (Karte)                                                                              | 1831 | Regionaltypischer Fachwerkbau, Bestandteil der alten Ortsstruktur, baugeschichtlich von Bedeutung. Erdgeschoss massiv, Obergeschoss Fachwerk, Giebelseite massiv, Krüppelwalmdach. | 09209256 |
| Direkt Bild zu diesem Denkmal hochladen | Bauernhaus mit integriertem Wirtschaftsteil | Helbigsdorf 75 (Karte)                                                                              | Um 1800 | Unmittelbar an der Dorfstraße stehendes Gebäude mit intaktem Fachwerk-Obergeschoss, baugeschichtlich von Bedeutung. Erdgeschoss massiv, Obergeschoss Fachwerk (verkleidet), Satteldach, Scheune integriert bestätigt. | 09209257 |
| Direkt Bild zu diesem Denkmal hochladen | Bauernhaus | Helbigsdorf 78 (Karte)                                                                              | Mitte 19. Jahrhundert | Bildprägender Fachwerkbau, dokumentiert alte Ortsstruktur, baugeschichtlich von Bedeutung. Erdgeschoss massiv, Obergeschoss Fachwerk, Giebelseite verbrettert, Satteldach im Erdgeschoss große Fenster, Obergeschoss: Wand-Öffnungsverhältnis intakt. | 09209258 |
| Direkt Bild zu diesem Denkmal hochladen | Häuslerhaus | Helbigsdorf 79 (Karte)                                                                              | 1852 | Regionaltypischer Fachwerkbau, baugeschichtlich von Bedeutung. Erdgeschoss massiv, Obergeschoss Fachwerk, Giebelseite verkleidet, über der Haustür im Erdgeschoss Holzfüllung, vermutlich ehemalige Öffnung, Satteldach (Schiefer). | 09209259 |

## Zethau
| Bild                                    | Bezeichnung | Lage                                          | Datierung                                                                                                 | Beschreibung | ID       |
| --------------------------------------- | --- | --------------------------------------------- | --- | --- | -------- |
|                                         | Sachgesamtheitsbestandteil der Revierwasserlaufanstalt im Ortsteil Zethau mit Einzeldenkmalen | (Zethau) (Karte)                              | 16.–18. Jahrhundert                                                                                       | Sachgesamtheitsbestandteil der Revierwasserlaufanstalt im Ortsteil Zethau mit den Einzeldenkmalen: Zethauer Kunstgraben einschließlich aller Abschläge bzw. Schütze, Gewölbebrücken und Grenzsteine sowie zwei Röschen einschließlich der vier zugehörigen Röschenmundlöcher (siehe 09209273); landschaftsbildprägende Bestandteile eines umfangreichen Systems der bergmännischen Wasserwirtschaft zur Versorgung des Freiberger Bergbaus mit Aufschlagwasser, bergbau- und ortsgeschichtlich von besonderer Bedeutung (siehe auch die Sachgesamtheit 08991218, Großhartmannsdorf), seit 2019 zugehörig zur Kernzone und Pufferzone des UNESCO-Welterbes Montanregion Erzgebirge/Krušnohoří | 09305335 |
| Weitere Bilder                          | Zethauer Kunstgraben einschließlich aller Abschläge bzw. Schütze, Gewölbebrücken und Grenzsteine sowie zwei Röschen einschließlich der vier zugehörigen Röschenmundlöcher (Einzeldenkmale der Sachgesamtheit 09305335) | (Zethau) (Karte)                              | 1570–1572                                                                                                 | Einzeldenkmale der Sachgesamtheit Revierwasserlaufanstalt; orts- und landschaftsbildprägende Bestandteile eines umfangreichen Systems der bergmännischen Wasserwirtschaft zur Versorgung des Freiberger Bergbaus mit Aufschlagwasser, bergbau- und ortsgeschichtlich von besonderer Bedeutung, seit 2019 zugehörig zur Kernzone und Pufferzone des UNESCO-Welterbes Montanregion Erzgebirge/Krušnohoří | 09209273 |
| Direkt Bild zu diesem Denkmal hochladen | Wohnstallhaus mit integriertem Scheunenteil | Alte Dorfstraße 1a (Karte)                    | 1. Viertel 19. Jahrhundert                                                                                | Zeittypisches Wohnstallhaus in landschaftstypischer Holzbauweise, baugeschichtlich von Bedeutung. Erdgeschoss massiv, Obergeschoss Fachwerk, linke Seite: Scheune, Satteldach (Schiefer). | 09209307 |
| Direkt Bild zu diesem Denkmal hochladen | Wohnstallhaus und Torbogen | Am Teich 1 (Karte)                            | 2. Hälfte 18. Jahrhundert                                                                                 | Imposantes Wohnstallhaus mit intaktem Fachwerk-Obergeschoss, steiles Satteldach, baugeschichtlich von Bedeutung. Erdgeschoss massiv, Obergeschoss Fachwerk (verkleidet), Satteldach, Torbogen mit Segmentbogenabschluss. | 09209295 |
| Direkt Bild zu diesem Denkmal hochladen | Südwestliches Seitengebäude eines Vierseithofes | Am Teich 2 (Karte)                            | Um 1800                                                                                                   | Landschaftstypisches Gebäude mit Fachwerk-Obergeschoss, baugeschichtlich von Bedeutung. Erdgeschoss massiv, Obergeschoss Fachwerk (verbrettert), Satteldach, L-förmiger Grundriss. | 09209296 |
| Direkt Bild zu diesem Denkmal hochladen | Erdkeller | Großhartmannsdorfer Weg 3 (gegenüber) (Karte) | 19. Jahrhundert                                                                                           | Von ortsgeschichtlichem Wert. Gemauerter Zugang zu einem Erdkeller. | 09209316 |
| Direkt Bild zu diesem Denkmal hochladen | Häuslerhaus | Großhartmannsdorfer Weg 4 (Karte)             | Um 1800                                                                                                   | Zeit- und landschaftstypisches Fachwerk-Wohnhaus, baugeschichtlich von Bedeutung. Erdgeschoss massiv, überformt (große Fenster), Obergeschoss Fachwerk (verkleidet), Satteldach. | 09209317 |
| Direkt Bild zu diesem Denkmal hochladen | Zwei Seitengebäude und Scheune eines Vierseithofes | Schulweg 1 (Karte)                            | Mitte 19. Jahrhundert                                                                                     | Original erhaltene Gebäudegruppe in Holzbauweise, bau- und wirtschaftsgeschichtlich von Bedeutung. - Scheune: Holzkonstruktion - 1. Seitengebäude: Erdgeschoss Bruchstein, Obergeschoss Fachwerk, Satteldach - 2. Seitengebäude: möglicherweise Wasserhaus, eingeschossig mit Holzdrempel, Walmdach, Hecht | 09209314 |
| Direkt Bild zu diesem Denkmal hochladen | Wohnstallhaus, Scheune und Schuppen eines Gehöfts | Schwingereiweg 3 (Karte)                      | Um 1800                                                                                                   | Intakte Hofstruktur, Teil der alten Ortsstruktur, baugeschichtlich von Bedeutung. - Wohnstallhaus und Scheune: mit L-förmigem Grundriss, bilden bauliche Einheit, massiv, zweigeschossig, nur noch Giebelseite mit Fachwerk (verbrettert), Satteldach - eingeschossiger Schuppen: zur Hälfte massiv, zur Hälfte Holzkonstruktion, Satteldach | 09209325 |
| Direkt Bild zu diesem Denkmal hochladen | Wohnhaus | Schwingereiweg 5 (Karte)                      | Um 1930                                                                                                   | Im traditionellen Baustil errichtetes Wohnhaus in gutem Originalzustand, baugeschichtlich von Bedeutung. Zweigeschossig, Erdgeschoss massiv, Obergeschoss massiv mit Verbretterung, verglaste Loggia (Holz), Krüppelwalmdach (Schiefer), Dachhecht, zum Teil originale Fenster. | 09209326 |
| Direkt Bild zu diesem Denkmal hochladen | Flachsschwingerei | Schwingereiweg 6 (Karte)                      | Um 1800                                                                                                   | Bildprägender Fachwerkbau mit bau-, orts- und technikgeschichtlicher Bedeutung. Erdgeschoss massiv, Obergeschoss Fachwerk (verkleidet, verbrettert), Satteldach, zahlreiche größere Erweiterungen. | 09209327 |
| Direkt Bild zu diesem Denkmal hochladen | Wohnstallhaus, zwei Seitengebäude und Scheune eines Vierseithofes | Schwingereiweg 7 (Karte)                      | Mitte 19. Jahrhundert                                                                                     | Intakte Hofstruktur, dokumentiert alte Ortsstruktur, bau- und wirtschaftsgeschichtlich von Bedeutung. - Wohnstallhaus: eine Gebäudehälfte stark überformt, Erdgeschoss massiv, Obergeschoss Fachwerk, Rückseite verschiefert, Satteldach - Scheune: Bruchstein, vier Segmentbogentore, Satteldach - 1. Seitengebäude: Erdgeschoss massiv, Obergeschoss Fachwerk (verbrettert), Satteldach, Dachreiter - 2. Seitengebäude: Erdgeschoss massiv, Obergeschoss vermutlich Fachwerk (Sichtfachwerk zum Teil verbrettert), Hofseite saniert | 09209328 |
| Direkt Bild zu diesem Denkmal hochladen | Kirche und Kirchhof Zethau (Sachgesamtheit) | Zethau (Karte)                                | Bezeichnet mit 1736                                                                                       | Sachgesamtheit Kirche und Kirchhof Zethau mit folgenden Einzeldenkmalen: Kirche mit Ausstattung, zwei Grabmale an der Kirchenwand, Torhaus und Einfriedungsmauer (siehe 09209199) sowie der Kirchhof und die zuführende Allee (Gartendenkmal) als Sachgesamtheitsteil; bau- und ortsgeschichtlich von Bedeutung, landschaftsprägend, seit 2019 zugehörig zur Kernzone des UNESCO-Welterbes Montanregion Erzgebirge/Krušnohoří | 09305347 |
| Direkt Bild zu diesem Denkmal hochladen | Kirche mit Ausstattung, zwei Grabmale an der Kirchenwand, Torhaus und Einfriedungsmauer (Einzeldenkmale der Sachgesamtheit 09305347)                                                                                   | Zethau (Karte)                                | 1728 (Turm); bezeichnet mit 1736 (Kirche); 1736 (Kanzelaltar); 18. Jahrhundert (Taufe); 1784–1788 (Orgel) | Einzeldenkmale der Sachgesamtheit Kirche und Kirchhof Zethau. - Kirche mit Ausstattung: Saalkirche, verputzter Bruchsteinbau mit dreiseitigem Chorschluss und Walmdach, mächtiger Westturm mit orthogonalem Abschluss, baugeschichtlich und ortsgeschichtlich von Bedeutung, landschaftsprägend, siehe Dehio Sachsen II, S. 711 - zwei barocke Grabsteine an der Kirchenmauer, keine bemerkenswerten Erbbegräbnisse - Torhaus und Einfriedungsmauer - auf dem Kirchhof alter Baumbestand | 09209318 |
| Direkt Bild zu diesem Denkmal hochladen | Seitengebäude eines Vierseithofes | Zethau 4 (Karte)                              | Mitte 19. Jahrhundert                                                                                     | Bildprägendes Fachwerk-Gebäude in markanter Hanglage, baugeschichtlich von Bedeutung. Erdgeschoss massiv, zur Hofseite mit Veränderungen, Obergeschoss Fachwerk (verbrettert), Satteldach. | 09209287 |
| Direkt Bild zu diesem Denkmal hochladen | Westliches Wohnstallhaus, südliches Seitengebäude und nördliche Scheune über winkligem Grundriss eines Vierseithofes sowie Torbogen und Hofpflaster                                                                    | Zethau 10 (Karte)                             | 1. Hälfte 19. Jahrhundert                                                                                 | In markanter Hanglage stehende Hofanlage in regionaltypischer Holzbauweise, bau- und wirtschaftsgeschichtlich von Bedeutung, ortsbildprägend. - Wohnstallhaus: Erdgeschoss massiv, Obergeschoss Fachwerk, Krüppelwalmdach - Seitengebäude: Erdgeschoss massiv, Obergeschoss Fachwerk, Krüppelwalmdach - Scheune: Holzkonstruktion, steiles Dach (Schiefer) | 09209288 |
| Direkt Bild zu diesem Denkmal hochladen | Wohnstallhaus und Scheune eines Gehöfts | Zethau 15 (Karte)                             | Anfang 19. Jahrhundert (Wohnstallhaus); Ende 19. Jahrhundert (Scheune)                                    | Regionaltypische Holzbauweise, dokumentiert alte Ortsstruktur, baugeschichtlich und wirtschaftsgeschichtlich von Bedeutung. - Scheune: Holzkonstruktion - Wohnstallhaus: massiv, zweigeschossig, eine Giebelseite Fachwerk, giebelständig zur Dorfstraße, Satteldach (Schiefer) | 09209291 |
| Direkt Bild zu diesem Denkmal hochladen | Bauernhaus | Zethau 33 (Karte)                             | Mitte 19. Jahrhundert                                                                                     | Bildprägender Fachwerk-Bau, baugeschichtlich von Bedeutung. Erdgeschoss massiv, Obergeschoss Fachwerk, Satteldach, saniert. | 09209294 |
| Direkt Bild zu diesem Denkmal hochladen | Wohnstallhaus und Seitengebäude eines Gehöfts | Zethau 39 (Karte)                             | 17. Jahrhundert                                                                                           | Alte Fachwerk-Konstruktion mit Kopfstreben, bau- und hausgeschichtlich von Bedeutung. - Wohnstallhaus: Erdgeschoss massiv, Obergeschoss Fachwerk, Satteldach, Garageneinbau, originale Steingewände, Giebel verbrettert - Seitengebäude: Erdgeschoss massiv, Obergeschoss Fachwerk, Satteldach, originale Fenstergrößen im Obergeschoss zur Dorfstraße | 09209297 |
| Direkt Bild zu diesem Denkmal hochladen | Wohnstallhaus | Zethau 68 (Karte)                             | Um 1800                                                                                                   | In markanter Hanglage stehendes, landschaftstypisches Fachwerk-Gebäude, baugeschichtlich und ortsbildprägend von Bedeutung. Erdgeschoss massiv, Obergeschoss Fachwerk, Giebelseite verkleidet, Satteldach, L-förmiger Grundriss. | 09209301 |
| Direkt Bild zu diesem Denkmal hochladen | Häuslerhaus | Zethau 72 (Karte)                             | Bezeichnet mit 1855                                                                                       | Landschaftstypische Fachwerkbauweise, baugeschichtlich von Bedeutung. Erdgeschoss massiv, Obergeschoss Fachwerk (verbrettert), Giebelseite massiv, Satteldach, Giebel verbrettert. | 09209302 |
| Direkt Bild zu diesem Denkmal hochladen | Ehemalige Schule | Zethau 91 (Karte)                             | Um 1800                                                                                                   | Bildprägender Fachwerk-Bau in gutem Originalzustand, baugeschichtlich von Bedeutung, als ehemalige Schule von ortsgeschichtlicher Bedeutung. Erdgeschoss massiv, Obergeschoss Sichtfachwerk, auch Giebelseite, Satteldach (Schiefer). | 09209319 |
| Direkt Bild zu diesem Denkmal hochladen | Schule (ohne Anbau) | Zethau 93 (Karte)                             | Ende 19. Jahrhundert                                                                                      | Gründerzeitlicher Putzbau mit einfacher Fassadengliederung, bau- und ortsgeschichtlich von Bedeutung. Zweigeschossiger Putzbau, Bruchstein, alte Putzhaut, originale Sandsteingewände. | 09209320 |
| Direkt Bild zu diesem Denkmal hochladen | Pfarrhaus, Substitutenhaus und Scheune eines Pfarrhofes sowie Einfriedungsmauer mit Torbogen und Hofpflaster | Zethau 95, 97 (Karte)                         | Bezeichnet mit 1712 (Pfarrhaus); 1729 (Pfarrscheune); 1824 (Substitutenhaus)                              | Ortsbildprägende Anlage eines Pfarrhofes in Holzbauweise mit bau- und ortsgeschichtlicher Bedeutung. - Pfarrhaus: Erdgeschoss massiv, Steinportal mit Segmentbogenabschluss und Schlussstein, Obergeschoss Fachwerk, Satteldach (Schiefer) - Scheune: zum Teil massiv, zum Teil Holzkonstruktion, steiles Satteldach (Schiefer) - Seitengebäude: Erdgeschoss massiv (Bruchstein), Obergeschoss Fachwerk, Giebelseite verbrettert, Überformungen im Erdgeschoss, Torbogen: Bruchstein, originales Hofpflaster | 09209310 |
| Direkt Bild zu diesem Denkmal hochladen | Wohnstallhaus | Zethau 101 (Karte)                            | 1. Hälfte 19. Jahrhundert                                                                                 | Obergeschoss Fachwerk, Bestandteil der alten Ortsstruktur, baugeschichtlich von Bedeutung. Erdgeschoss massiv, Obergeschoss zum Teil Fachwerk, Giebelseite mit verbreiterten Fenstern, Satteldach. | 09209313 |
| Direkt Bild zu diesem Denkmal hochladen | Villa | Zethau 107 (Karte)                            | Um 1900                                                                                                   | Baukünstlerisch wertvolles Zeugnis der Bautätigkeit um 1900 in Zethau, bildprägende Zierfachwerkelemente, baugeschichtlich von Bedeutung. Putz-/Klinkerbau, bewegte Dachlandschaft, Türmchen, Dacherker, originale Haustür. | 09209312 |
| Direkt Bild zu diesem Denkmal hochladen | Wohnstallhaus, Seitengebäude und Scheune eines Dreiseithofes | Zethau 114 (Karte)                            | Um 1800                                                                                                   | Intakte Hofstruktur, Wohnstallhaus mit Fachwerkobergeschoss, bau- und wirtschaftsgeschichtlich von Bedeutung. - Wohnstallhaus: Erdgeschoss massiv, Obergeschoss Fachwerk (verbrettert), Satteldach, vermutlich nachträgliche Erweiterung des Gebäudes nach vorn, Risalit mit Dacherker - Scheune: Holzkonstruktion, böhmische Verbretterung - Seitengebäude: eingeschossig, massiv | 09209331 |
| Direkt Bild zu diesem Denkmal hochladen | Denkmal für die Gefallenen des Ersten Weltkrieges | Zethau 115 (neben) (Karte)                    | Nach 1918                                                                                                 | Von ortshistorischer Bedeutung. Sandsteinblock mit Helm und Eichenlaub als Bekrönung. | 09209321 |
| Direkt Bild zu diesem Denkmal hochladen | Häuslerhaus | Zethau 123 (Karte)                            | Um 1800                                                                                                   | Aufgrund des sehr guten Originalzustandes schützenswertes Fachwerk-Gebäude in landschaftstypischer Gestaltung, baugeschichtlich von Bedeutung. Erdgeschoss massiv, Obergeschoss Fachwerk, Satteldach. | 09209322 |
| Direkt Bild zu diesem Denkmal hochladen | Häuslerhaus | Zethau 132 (Karte)                            | Um 1800                                                                                                   | Zeittypisches Wohnhaus in landschaftstypischer Holzbauweise, baugeschichtlich und ortsbildprägend von Bedeutung. Erdgeschoss massiv, Obergeschoss Fachwerk. | 09209285 |
| Direkt Bild zu diesem Denkmal hochladen | Häuslerhaus | Zethau 147 (Karte)                            | Mitte 19. Jahrhundert                                                                                     | Ortsbildprägendes Gebäude mit verbrettertem Fachwerk-Obergeschoss, baugeschichtlich von Bedeutung. Erdgeschoss massiv, Obergeschoss Fachwerk, Giebelseite massiv, Satteldach (Schiefer). | 09209286 |
| Direkt Bild zu diesem Denkmal hochladen | Wohnstallhaus | Zethau 150 (Karte)                            | 1659 Dendro                                                                                               | Bildprägender Fachwerk-Bau in weitgehend originalem Erhaltungszustand, baugeschichtlich von Bedeutung. Erdgeschoss massiv, Obergeschoss Fachwerk (zum Teil verbrettert), Fenster leicht verbreitert, Satteldach. | 09209278 |
| Direkt Bild zu diesem Denkmal hochladen | Wohnstallhaus und Seitengebäude eines Zweiseithofes | Zethau 154 (Karte)                            | Mitte 19. Jahrhundert                                                                                     | Regionaltypische Holzbauweise, bau- und wirtschaftsgeschichtlich von Bedeutung. - Wohnstallhaus: Erdgeschoss massiv, Obergeschoss Fachwerk (verbrettert), Satteldach - Seitengebäude: massiver Sockel, darüber Holzkonstruktion | 09209277 |
| Direkt Bild zu diesem Denkmal hochladen | Wohnstallhaus | Zethau 155 (Karte)                            | 1. Viertel 19. Jahrhundert                                                                                | Weitestgehend original erhaltenes Fachwerk-Gebäude in zeittypischer Gestaltung, baugeschichtlich von Bedeutung. Erdgeschoss massiv, Obergeschoss Fachwerk (verkleidet), Satteldach (neue Deckung), Wand-Öffnungsverhältnis intakt. | 09209283 |
| Direkt Bild zu diesem Denkmal hochladen | Wohnstallhaus, Wasserhaus und Scheune eines Vierseithofes | Zethau 161 (Karte)                            | 17. Jahrhundert                                                                                           | Bemerkenswert original erhaltenes Fachwerk-Wohnstallhaus mit Kopfstreben und profilierter Schwelle, intakte Hofstruktur, baugeschichtlich, haus- und wirtschaftsgeschichtlich von Bedeutung. - Wohnstallhaus: Erdgeschoss massiv, Obergeschoss Fachwerk, Satteldach - Wasserhaus: massiv, Krüppelwalmdach - Scheune: Fachwerk-Konstruktion | 09209281 |
| Direkt Bild zu diesem Denkmal hochladen | Wohnhaus | Zethau 166 (Karte)                            | Um 1820                                                                                                   | In Hanglage befindliches Fachwerkgebäude, Teil der alten Ortsstruktur, baugeschichtlich von Bedeutung. Am Hang liegend, zur Straße eingeschossig und massiv, Rückseite und Giebelseite Obergeschoss Fachwerk, Satteldach. | 09209276 |
| Direkt Bild zu diesem Denkmal hochladen | Gasthaus | Zethau 167 (Karte)                            | Mitte 19. Jahrhundert                                                                                     | Bildprägender Fachwerk-Bau mit späterem Anbau, bau- und ortsgeschichtlich von Bedeutung. - älterer Gebäudeteil: Erdgeschoss massiv, Obergeschoss Fachwerk, Satteldach (Schiefer), im Erdgeschoss Zwillingsfenster - Anbau vom Ende des 19. Jahrhunderts: zweigeschossig, massiv, Krüppelwalmdach, Fensterbekrönungen, Segmentbögen (Klinker) | 09209279 |
| Direkt Bild zu diesem Denkmal hochladen | Wohnstallhaus, Seitengebäude und Scheune eines Dreiseithofes sowie Torbogen | Zethau 182 (Karte)                            | Bezeichnet mit 1867                                                                                       | Intakte Hofstruktur, bemerkenswerte Fachwerk-Scheune, bau- und wirtschaftsgeschichtlich von Bedeutung. - Wohnstallhaus: massiv, zweigeschossig, Satteldach (Schiefer), Garage - Seitengebäude: Erdgeschoss massiv, Obergeschoss Fachwerk (verbrettert), Satteldach, zwei Garagen - Scheune: Fachwerk-Konstruktion, Satteldach | 09209274 |
| Direkt Bild zu diesem Denkmal hochladen | Scheune eines Zweiseithofes sowie nördliche und südliche Einfriedungsmauer mit zwei Torbögen | Zethau 186 (Karte)                            | 1. Hälfte 19. Jahrhundert                                                                                 | Massiver Scheunenbau mit zwei großen Toreinfahrten, bau- und wirtschaftsgeschichtlich von Bedeutung. Zwei Bruchsteinmauern mit Torbögen (Segmentbögen), Torbögen sind saniert. | 09209275 |

## Ehemalige Kulturdenkmäler

### Ehemalige Kulturdenkmäler (Mulda)
| Bild                                    | Bezeichnung                                | Lage                     | Datierung                 | Beschreibung | ID       |
| --------------------------------------- | ------------------------------------------ | ------------------------ | ------------------------- | --- | -------- |
| Direkt Bild zu diesem Denkmal hochladen | Seitengebäude eines ehemaligen Erbgerichts | Erbgerichtsweg 4 (Karte) | 1. Hälfte 19. Jahrhundert | Wirtschaftsbau mit Fachwerkobergeschoss, bau- und ortsgeschichtlich von Bedeutung. Erdgeschoss massiv, Obergeschoss Fachwerk (verkleidet), Stall mit Säulen und Kreuzgewölben, sehr guter Originalzustand. Zwischen 2021 und 2024 abgerissen.         | 09209261 |
| Direkt Bild zu diesem Denkmal hochladen | Wohnhaus mit integriertem Wirtschaftsteil  | Mittelstraße 25 (Karte)  | Um 1800                   | Zeittypischer Wohnbau mit Fachwerk-Obergeschoss, baugeschichtlich von Bedeutung. Erdgeschoss massiv, Obergeschoss Fachwerk (verbrettert), linker Gebäudeteil beherbergt die Scheune (Holz), Satteldach (Schiefer). Zwischen 2018 und 2020 abgerissen. | 09209176 |

### Ehemaliges Kulturdenkmäler (Helbigsdorf)
| Bild                                    | Bezeichnung                                 | Lage                   | Datierung | Beschreibung | ID       |
| --------------------------------------- | ------------------------------------------- | ---------------------- | --------- | --- | -------- |
| Direkt Bild zu diesem Denkmal hochladen | Neubauernhaus                               | Dorfstraße 18 (Karte)  | 1948      | Wohnstallhaus mit integriertem Scheunenteil und Drempel, baugeschichtlich von Bedeutung. Eingeschossig, Satteldach. 2023 oder 2024 aus der Denkmalliste gestrichen. | 09209264 |
| Direkt Bild zu diesem Denkmal hochladen | Wohnstallhaus und Scheune eines Bauernhofes | Helbigsdorf 65 (Karte) | Um 1800   | Intakte Hofstruktur, weitgehend original erhaltene Fachwerkbauten, bau- und wirtschaftsgeschichtlich von Bedeutung. - Wohnstallhaus: massiver Teil mit zwei Geschossen, Wand-Öffnungsverhältnis intakt, älterer Teil: Erdgeschoss massiv, Obergeschoss Fachwerk, Satteldach - Scheune: teils Fachwerk-Konstruktion, teils massiv, Drempel, Satteldach Zwischen 2017 und 2023 von der Denkmalliste gestrichen. | 09209266 |

### Ehemalige Kulturdenkmäler (Zethau)
| Bild                                    | Bezeichnung                                                    | Lage                                          | Datierung       | Beschreibung | ID       |
| --------------------------------------- | -------------------------------------------------------------- | --------------------------------------------- | --------------- | --- | -------- |
| Direkt Bild zu diesem Denkmal hochladen | Erdkeller                                                      | Großhartmannsdorfer Weg 2 (gegenüber) (Karte) | 19. Jahrhundert | Von ortsgeschichtlichem Wert. Mit Bruchsteinen gefasster Zugang zu einem Erdkeller. Zwischen 2017 und 2023 von der Denkmalliste gestrichen. | 09209315 |
| Direkt Bild zu diesem Denkmal hochladen | Wohnstallhaus und Seitengebäude eines ehemaligen Dreiseithofes | Zethau 62 (Karte)                             | Um 1800         | Regionaltypische Fachwerkbauweise, bau- und wirtschaftsgeschichtlich von Bedeutung. - Wohnstallhaus: Erdgeschoss massiv, Obergeschoss Fachwerk, Krüppelwalmdach - Seitengebäude: massiv aus Bruchsteinen, Satteldach Hof ist verlassen und sehr schlecht zugänglich, da völlig eingewachsen. Zwischen 2017 und 2023 von der Denkmalliste gestrichen. | 09209298 |
| Direkt Bild zu diesem Denkmal hochladen | Gasthaus                                                       | Zethau 94 (Karte)                             | Um 1900         | Bildprägender Putzbau mit bau- und ortsgeschichtlicher Bedeutung. Zweigeschossiger Massivbau, im Erdgeschoss Bogenfenster, zum Teil originale Fenster, eingeschossiger Saalanbau mit hohen Rundbogenfenstern. 2016 abgerissen. | 09209309 |

## Tabellenlegende
- Bild: Bild des Kulturdenkmals, ggf. zusätzlich mit einem Link zu weiteren Fotos des Kulturdenkmals im Medienarchiv Wikimedia Commons. Wenn man auf das Kamerasymbol klickt, können Fotos zu Kulturdenkmalen aus dieser Liste hochgeladen werden:
- Bezeichnung: Denkmalgeschützte Objekte und ggf. Bauwerksname des Kulturdenkmals
- Lage: Straßenname und Hausnummer oder Flurstücknummer des Kulturdenkmals. Die Grundsortierung der Liste erfolgt nach dieser Adresse. Der Link (Karte) führt zu verschiedenen Kartendiensten mit der Position des Kulturdenkmals. Fehlt dieser Link, wurden die Koordinaten noch nicht eingetragen. Sind diese bekannt, können sie über ein Tool mit einer Kartenansicht einfach nachgetragen werden. In dieser Kartenansicht sind Kulturdenkmale ohne Koordinaten mit einem roten bzw. orangen Marker dargestellt und können durch Verschieben auf die richtige Position in der Karte mit Koordinaten versehen werden. Kulturdenkmale ohne Bild sind an einem blauen bzw. roten Marker erkennbar.
- Datierung: Baubeginn, Fertigstellung, Datum der Erstnennung oder grobe zeitliche Einordnung entsprechend des Eintrags in der sächsischen Denkmaldatenbank
- Beschreibung: Kurzcharakteristik des Kulturdenkmals entsprechend des Eintrags in der sächsischen Denkmaldatenbank, ggf. ergänzt durch die dort nur selten veröffentlichten Erfassungstexte oder zusätzliche Informationen
- ID: Vom Landesamt für Denkmalpflege Sachsen vergebene, das Kulturdenkmal eindeutig identifizierende Objekt-Nummer. Der Link führt zum PDF-Denkmaldokument des Landesamtes für Denkmalpflege Sachsen. Bei ehemaligen Kulturdenkmalen können die Objektnummern unbekannt sein und deshalb fehlen bzw. die Links von aus der Datenbank entfernten Objektnummern ins Leere führen. Ein ggf. vorhandenes Icon  führt zu den Angaben des Kulturdenkmals bei Wikidata.

## Ausführliche Denkmaltexte
1. ↑   Brett- und Lohmühle Schönlebe in Mulda/Sa.:

1880 Baugenehmigung für eine Brett- und Lohmühle mit Wehranlage und Mühlgraben für den Gutsbesitzer und Holzhändler Ernst Wilhelm Schönlebe aus Randeck (heute zu Mulda gehörig), Betriebsbeginn mit zwei Holzgattern der Fa. F. A. Münzner aus Obergruna, Antrieb mittels Wasserrad, ab 1905 zusätzlich mittels Dampfkraft, hierfür Errichtung eines Kesselhausanbaus mit Schornstein, 1927 Ersatz des Wasserrades durch eine Turbine, 1935 Modernisierung der Wehranlage, 1932 Übernahme des Sägewerks durch Familie Drechsel, Pachtung und Weiterbetrieb durch Familie Schönlebe bis 1972, nachfolgend Lohnschnittsystem durch Familie Drechsel unter Mithilfe der Holzeigentümer, seit 1999 allmähliche Sanierung und Betrieb durch Förderverein Technische Denkmale Mulda e. V. als technische Schauanlage.
  - Begriffsbestimmung:
    - Brettmühle (auch Sägemühle oder Schneidemühle): Verarbeitung von Rundholz aus der Forstwirtschaft zu Brettern, Kanthölzern und Balken, Maschinenantrieb mittels Wasserkraft (Wasserrad)
    - Lohmühle: Zerkleinerung und Vermahlung von Baumrinde zu Lohe (zur Lohgerbung = Gerbung von Leder mittels pflanzlicher Gerbmittel, den Tanninen), aufgrund der in der Sägemühle anfallenden Rinde als Abfallprodukt bot sich die Vereinigung zur Lohsägemühle an, eine Lohmühle wurde hier aber wohl trotz ihrer Erwähnung im Bauantrag nicht mit eingerichtet

Denkmalbestand:
  - Sägewerksgebäude mit Anbauten: zwischen Hauptstraße und Freiberger Mulde gelegenes, eingeschossiges Gebäude mit massivem Erd- und Fachwerkobergeschoss, Drempel und Giebeldreiecke verbrettert, darüber Satteldach, Sägewerksgebäude mit Sägehalle und rückwärtiger Radstube 1880 errichtet (mit Transmission und Hobelei im Kellergeschoss sowie Gatterraum im Erdgeschoss, über Radstube befand sich der Schärfraum), erfuhr mehrere Erweiterungen: rückwärtiger Werkstattanbau zur Mulde (1895, im Kellergeschoss Fräserei für Sargfüße, mit Fräsmaschine, Band- und Kreissäge, im Erdgeschoss Einrichtung eines Anstreichraumes, ab 1905 mit Dampfmaschinenraum im Kellergeschoss), an der nordöstlichen Gebäudeecke 1904 Anbau eines Kesselhauses mit Schornstein, 1905 um einen Kohlenlagerraum ergänzt, 1921 Erweiterung der Sägehalle um einen Anbau am Nordgiebel, um den Holzeinschnitt überlanger Stämme (bis 16 m Länge) zu ermöglichen (damit auch Erweiterung des Hobelraumes zur Hobelstrecke), im Obergeschoss Sägemeisterwohnung und Aufenthaltsraum für die Mitarbeiter, darüber Lagerboden, südlich vorgelagerter Rundholzplatz mit Betonfundamenten und aufliegenden Stahlträgern zur Lagerung des angelieferten Rundholzes in Form eines Einschichtpolters ohne Bodenkontakt, Rundholzzubringung in die Sägehalle mittels auf Schienen laufenden Sägeschlitten
  - Nebengebäude: länglicher Holzschuppen in Holzständerweise mit Satteldach, 1913 errichtet, mit Verbindungsbau zum Sägewerksgebäude, beherbergt ein Einblattgatter, dessen Führungssäulen mit der Gebäudedecke verankert sind (befand sich bis 1913 in der Sägehalle)
  - Schornstein: 1904 von der Essenbaufirma Hugo Bielitz aus Haßlau errichtet, an das Kesselhaus anschließend, runder Schornstein auf quadratischem Sockel, aus Ziegelmauerwerk, Fundamentbreite 4 m, Höhe 20 m, lichter Durchmesser 0,6 m
  - Wehranlage: 1880 erbaute Staustufe in der Freiberger Mulde ca. 150 m flussaufwärts des Sägewerks, leitete Aufschlagwasser mittels Mühlgraben auf das mittelschlächtige Wasserrad (später auch Versorgung der Dampfmaschine mit Speisewasser), 1935 Umbau des einfachen Überfallwehrs, dazu Senkung der Wehrkrone und Abflussverbreiterung, Einbau eines Fischbauchklappenwehrs der Fa. M.A.N., Werk Gustavsburg, mit automatischer Hochwasserentlastung (Reibungskupplung auch manuell mittels Windwerk bedienbar), Stauhöhe 1,05 m
  - Mühlgraben (Ober- und Untergraben): Obergraben mit wenig Gefälle zwischen Wehr und Turbinenkammer des Sägewerksgebäudes, mit Schütz am Grabeneinlauf sowie vor der Turbinenkammer, Feinrechen vor letzterem, nördlich Weiterführung als Untergraben zur Wiedereinleitung des Aufschlagwassers in die Freiberger Mulde

Technische Ausstattung:
  - Sägegatter: Zweietagen-Sägegatter der Firma F. A. Münzner aus Obergruna, als vertikales Einblatt- oder Einfachgatter in Nutzung: Baujahr 1880, eins von ursprünglich zwei zur Anfangsausstattung des Sägewerks gehörenden Münzner-Sägegattern (die Firma Münzner gehört zu den ältesten sächsischen Maschinenfabriken), war ursprünglich in der Sägehalle aufgestellt und wurde erst 1913 in den neuerrichteten Holzschuppen umgesetzt, mit Kantholzrahmen, Kurbelwelle mit Schwungrollen und Zugstange für Holzgatterrahmen mit mechanischer Zubringeeinrichtung, ermöglichte aufgrund der starken Durchlassbreite des Sägerahmens von 1050 mm den Schnitt starker Laubhölzer, diente u. a. zur Herstellung von Wasserradwellen mit Achtkantquerschnitt, als frühes erhaltenes Gatter technikgeschichtlich sehr wertvoll
  - Zweietagen-Sägegatter (Vertikalgatter) der Firma Seifert aus Olbernhau: Baujahr 1913, ersetzte das umgesetzte Einfachgatter am Aufstellungsort in der Sägehalle, Rahmenbreite von 650 mm, mit oberer und unterer Vorschubwalze, einer Kurbelwelle mit zwei Schwungrädern und einer Zugstange sowie  Ausrückvorrichtung, Schnitt überlanger Stämme bis 16 m Länge möglich
  - Zweietagen-Sägegatter (Vertikalgatter) der Firma Lein aus Pirna: Baujahr 1936, ersetzte das noch in der Sägehalle verbliebene zweite Münzner-Gatter, mit eisernem Rahmen (Rahmenbreite von 550 mm), oberer und unterer Vorschubwalze, einer Kurbelwelle mit zwei Schwungrädern und Zugstange mit Bandbremse sowie Ausrückvorrichtung, Schnitt überlanger Stämme bis 16 m Länge möglich, dokumentieren die technische Entwicklung der für den mechanisierten Sägewerksbetrieb grundlegenden Sägegatter von der zweiten Hälfte des 19. bis zur ersten Hälfte des 20. Jahrhunderts
  - Sägeschlitten:
    - Zwei Klotzeinspannwagen (Baujahr 1913, eiserne Spannwagen mit vier Spurrädern und Einspannklauen)
    - Vier Holztransportwagen (Baujahr 1927, mit Holzaufbau, auf Stahlrädern)
    - Zwei Patent-Klotzeinspannwagen (Baujahr 1936, eiserne Spannwagen mit vier Spurrädern und Einspannklauen)

  - Holzverarbeitungsmaschinen:
    - Hobelmesserschleifmaschine (Baujahr 1925)
    - Schleifbock (Baujahr 1925)
    - Nut- und Spundmaschine (König-Friedrich-August-Hütte, Potschappel, Baujahr 1927)
    - Dicktenhobelmaschine (Baujahr 1928)
    - Zwei Kreissägen (Baujahr 1930)
    - Sägenschärfmaschine (kombinierte Gatter- und Kreissägenschärfmaschine der Fa. Josef Larch, Baujahr 1935)
    - Besäum-Kreissäge (Baujahr 1936)
    - Rindenschälmaschine (Baujahr 1961)

  - Antriebstechnik: Liegende Einzylinder-Dampfmaschine der Roßweiner Maschinenbauanstalt, Baujahr 1900, ergänzte den  bisher allein durch Wasserkraft bewältigten Maschinentrieb, um das Sägewerk auch bei Aufschlagwassermangel weiter betreiben zu können, liegende Einzylindermaschine mit freischwebendem Bajonettrahmen, Auspuffdampfmaschine mit Vorwärmer, Doppel-Flachschiebersteuerung mit zwei Expansionsschieberstangen nach Hübner, stehender Fliehkraftregler (System Steinle) mit Antrieb durch Flachriemen von der Kurbelwelle, Leistung ca. 25 PS, Drehzahl 100–125/min, Zylinderdurchmesser ca. 200–225 mm, Schwungrad mit 6 Speichen, Durchmesser 200 cm, Kranzbreite 175 mm, die Dampfmaschine arbeitete zusammen mit dem Wasserrad (ab 1927 mit einer Schachtturbine) auf die im Kellergeschoss unter den Sägegattern befindliche Haupttransmission
  - Kombinierter Flammrohr-Rauchrohr-Kessel der Firma Weichelt & Wackwitz aus Neumark: Baujahr 1899, feststehend, 1905 eingebaut, mit mechanischer Vorfeuerung (Schrägrostfeuerung, Fa. Thoss, Zwickau), Kesselspeisepumpe (Kolbenpumpe, im Maschinenhaus) und Speisewasservorwärmer, Speisewasser wurde mittels Injektorpumpe aus dem Untergraben angesaugt, konnte sehr wirtschaftlich mit Spänen und Holzabfällen aus dem Sägewerksbetrieb gefeuert werden
    - Francis-Turbine der Firma Schindler & Grünewald aus Meißen: Baujahr 1927, ersetzte das bisher zum Antrieb der Holzverarbeitungsmaschinen eingesetzte Wasserrad in der Radstube, diese erhielt einen Kammereinbau (Heberkammer), damit die Schachtturbine mit liegender Welle auf gleicher Höhe zur Haupttransmissionswelle und mit direkter Kupplung eingebaut werden konnte, Nutzleistung 28,5 PS, Regelung der Laufgeschwindigkeit durch manuelle Verstellung der drehbaren Leitschaufeln (Fink’sche Drehschaufelregulierung) mittels Handrad vom Gatterboden aus
    - Transmissionsanlage: Haupttransmissionswelle in Flucht der Turbinenwelle, über Schalenkupplung starr miteinander verbunden, Haupttransmissionswelle im KG unterhalb des Gatterbodens, direkter Antrieb der Vollgatter mittels Riementrieb (Ausrückung mittels Fest- und Losscheibe), alle weiteren Maschinen werden in den jeweiligen Werkräumen über Vorgelege und weitere Riementriebe angetrieben, Transmissionsanlage wurde bis etwa 1928 dem sich weiterentwickelnden Maschinenbestand angepasst
    - Dieselmotor der Firma Deutz: Baujahr 1938, Leistung 40 PS, nicht zum Bestand gehörig, 2003 als Hilfsantrieb eingebaut, stammte aus dem Sägewerk Scheinpflug, Mulda (Frauensteiner Straße 22), unabhängig davon technikgeschichtlich von Bedeutung

Bis zur Betriebseinstellung wurde lediglich die Sägenschärfmaschine elektrisch betrieben, da sich der Betrieb mittels Wasserkraft und mit Holzabfällen aus dem Sägewerksbetrieb befeuerten Dampfmaschine sehr kostengünstig gestaltete.
2. ↑   Zethauer Kunstgraben im Ortsteil Helbigsdorf:
  - Anfangspunkt der Unteren Revierwasserlaufanstalt (vgl. 08991218), etwa 8 km langer Kunstgraben von Zethau aus in nördlicher bzw. nordwestlicher Richtung zum Unteren Großhartmannsdorfer Teich Wasser führend (Hauptzulauf), in seinem Verlauf von mehreren Röschen unterbrochen, dabei durch mehrere Gemeinden/Ortsteile führend – Mulda/Sa. (Ortsteil Zethau, 09209273), Mulda/Sa. (Ortsteil Helbigsdorf, 09209268) und Großhartmannsdorf (09306186), Teilstück der Helbigsdorfer Rösche (Durchfahrung der Wasserscheide zwischen Zethaubach und Helbigsdorfer Bach) an der Gemeindegrenze zu Großhartmannsdorf beginnend, bei Hauptstraße 81 gewölbtes Mundloch, nachfolgendes Kunstgraben-Teilstück ehemals überwiegend mit Holzschwartenabdeckung, zurzeit offen (Stand 2015), Einleitung in den Mühlteich der ehemaligen Heidemühle (im Halbrund von einem Erddamm umgeben, dieser mit Allee (Eschenallee), Erddamm zum Teil wasserseitig mit Trockenmauerwerk befestigt), davor im rechten Winkel nach rechts abzweigend ein eingangs mit einem Steindecker, anschließend mit Betonplatten abgedeckter Verbindungsgraben zur Heidemühlenrösche (südliches Mundloch bezeichnet mit 1866), Rösche unter ehem. Mühlenkomplex hindurchführend, vmtl. bei einer baulichen Erweiterung des späteren Fabrikstandorts „Heidemühle“ in nordwestlicher Richtung verlängert (neues nordwestliches Röschenmundloch mit Ziegelgewölbe und umgebendem Bruchsteinmauerwerk), bis zur Einleitung in den Unteren Großhartmannsdorfer Teich offener Kunstgraben, linksseitig ein Grenzstein (bezeichnet mit „20“).
  - Unterer Großhartmannsdorfer Teich: die Wasserfläche des Teiches erstreckt sich über zwei Gemeinden – Großhartmannsdorf (09306198) und Mulda/Sa. (Ortsteil Helbigsdorf, 09209268), auch als Zehntler Teich bzw. Großhartmannsdorfer Großteich bezeichnet, Kunstteich mit einer Staufläche von über 60 ha (damit der größte Kunstteich der Revierwasserlaufanstalt), im Norden 494 m langer Erddamm (Kronenlänge) mit Lehmkerndichtung und wasserseitiger Tarrasmauer, im Nordwesten weiterer Erddamm als Abgrenzung zum sogenannten Laichteich (09306198).
  - Turbinenrösche: östlich des Überlaufs vom Unteren Großhartmannsdorfer Teich abzweigende Rösche (zum Teil auf dem Gemeindegebiet Großhartmannsdorf verlaufend, 09306198), aufwändig gemauertes Röschenmundloch mit über der Öffnung nach oben gewölbtem Stirnmauerwerk, dieses mittels Steinplatten abgedeckt, Schlussstein mit Inschrift „Baldauf // 1804“, Rösche leitet in die Rinne des Überlaufs/den Großhartmannsdorfer Bach ein (Rohrleitung nicht denkmalgeschützt).
3. 1 2  Beschreibung einzelner Bestandteile im Verlauf der Revierwasserlaufanstalt:
  - Kunstgraben-Teilstücke: jeweils mit gemauerter Grabenbrust (Trockenmauerwerk) und flacher Sohle, Holzschwartenabdeckung auf querliegenden Eisenschienen, Betonplatten auf Betonstreben gelagert
  - Abschläge/Schütze: mit Bruchsteingewölbe überwölbte Aus- bzw. Einläufe, die die gemauerte Grabenbrust durchbrechen, teils mit historischen Kurbelschützen, teils erneuerte Holzschütze, technische Anlage zum Teil umhaust (einfache Funktionsbauten aus verbrettertem Holzfachwerk mit Satteldach)
  - Gewölbebrücken: aus Bruchsteinmauerwerk, Straßen- oder Fußgängerbrücken mit gemauerter Brüstung, jene Brücken zur Überführung von Wirtschaftswegen in der Feldflur zumeist ohne Brüstung
  - Röschen: unterirdische Weiterführung der Kunstgräben zur Überwindung von Wasserscheiden oder zur Abkürzung von Kunstgraben-Teilstücken, Röschen wurden teils in festem Gestein bergmännisch aufgefahren, teils aber auch in ausgehobenen Gruben als Gewölbe gemauert und anschließend mit Erdreich überdeckt
  - Röschenmundlöcher (als Einzeldenkmale benannt und kartiert sind lediglich die authentisch erhaltenen Mundlöcher – allerdings sind auch die nicht derart hervorgehebenen Röschenmundlöcher Bestandteile der als Einzeldenkmal geschützten Röschen innerhalb der Sachgesamtheit Revierwasserlaufanstalt): zumeist als Bruchsteingewölbe, in wenigen Ausnahmen auch als Ziegelgewölbe ausgeführt, bei kleineren Röschen sehr schlicht gehalten, längere Röschen erhielten aufwändiger und größer gestaltete Mundlöcher
  - Grenzsteine entlang des Kunstgrabens (als Einzeldenkmale kartiert sind die Grenzsteine, die bisher vor Ort bestätigt werden konnten)
4. ↑  Zethauer Kunstgraben i Ortsteil Zethau:

Anfangspunkt der Unteren Revierwasserlaufanstalt (vgl. 08991218), etwa acht km langer Kunstgraben von Zethau aus in nördlicher bzw. nordwestlicher Richtung zum Unteren Großhartmannsdorfer Teich Wasser führend (Hauptzulauf), in seinem Verlauf von mehreren Röschen unterbrochen, dabei durch mehrere Gemeinden/Ortsteile führend – Mulda/Sa. (Ortsteil Zethau, 09209273), Mulda/Sa. (Ortsteil Helbigsdorf, 09209268) und Großhartmannsdorf (09306186), Kunstgraben beginnend am Blechschütz (bezeichnet mit 1890), der Wasser aus dem Zethaubach abzweigt (selbsttätiger Wasserteiler, auch „Zethauer Blech“ genannt), nachfolgend bis zur Hauptstraße Holzschwartenabdeckung (erneuert), Straßenbrücke ursprünglich Bruchsteingewölbebrücke (erneuert, nordöstlicher Schlussstein bezeichnet mit 1891), Kunstgraben nachfolgend bis zum Mundloch der 108 m langen Zethauer Straßenrösche mit Betonplattenabdeckung, beide Mundlöcher der Straßenrösche in Bruchsteinmauerwerk, Kunstgraben nach der Straßenrösche wieder mit teils desolater Holzschwartenabdeckung, linksseitig zwei Grenzsteine der Revierwasserlaufanstalt, am Wiesenschütz mit Bruchsteingewölbe (bezeichnet mit 1848) überwölbter Abschlag in einen Abzugsgraben, Kunstgraben auf Teilstücken westlich bzw. östlich des Erbgerichtswegs und westlich des Großhartmannsdorfer Wegs mit neuer Betonplattenabdeckung, mit Bruchsteingewölbe (bezeichnet mit 1846) überwölbter Abschlag westlich des Großhartmannsdorfer Wegs, Bruchsteingewölbebrücke zur Überführung des Großhartmannsdorfer Wegs, davor linksseitig gemauerte Zugangstreppe in den Kunstgraben, dieser nachfolgend auf einem kurzen Teilstück noch mit Holzschwarten-, danach mit Betonplattenabdeckung, Bruchsteingewölbebrücke zur Überführung des Kirchsteigs, danach rechtsseitig gemauerte Zugangstreppe in den Kunstgraben sowie weitere langgestreckte Bruchsteingewölbebrücke zur Überführung eines Wirtschaftsweges, ca. 50 m vor dem südlichen Mundloch der 315 m langen Kirchenrösche (im unteren Bereich mit Natursteinausmauerung, darüber Ziegelgewölbe, Mundloch ebenfalls mit Ziegelgewölbebogen, bezeichnet mit 1890,  darüber Natursteinmauerwerk) linksseitig ein weiterer Grenzstein, nördliches Mundloch der Kirchenrösche in Natursteinmauerwerk (Schlussstein mit Inschrift, unleserlich), nachfolgender Abschnitt des Zethauer Kunstgrabens bis zur Gemeindegrenze mit Großhartmannsdorf teils mit Betonplatten-, teils mit Holzschwartenabdeckung und etlichen Gewölbebrücken zur Überführung von Wirtschaftswegen und Straßen.